# Tarzan og Jane: Legenden om Tarzan
Tarzan og Jane Legenden om Tarzan (Tarzan & Jane) er en tegnefilm fra The Walt Disney Company, der produceres af Disney Television Animation og udgivet af Walt Disney Home Video. Filmen er en efterfølger til Disney Klassikeren Tarzan. en film fra Walt Disney fra 1999. Filmen blev udgivet direkte på video den 27. februar 2001. 

## Danske Stemmer
- Tarzan: Nikolaj Lie Kaas
- Jane: Meike Bahnsen
- Professor Porter: Paul Hüttel
- Terk: Trine Appel
- Tantor: Tom Jensen
- Eleanor: Puk Scharbau
- Hazel: Annette Heick
- Greenly: Katrine Falkenberg
- Kaptajn Jerrold: Torben Sekov
- Robert Ganler: Lars Lippert
- Taylor: Peter Røschke
- Dumont: Steen Springborg
- Markus: Lasse Lunderskov
- Nelson: Mads M. Nielsen

## Sange
- To Liv sunget af: Stig Rossen & Malene Mortensen
  - Kor: Simon Bovin/Annevig Schelde Ebbe/Mathias Klenske/Mit Thybo/Trine Dansgaard/Dorte Hyldestrup/Helle Henning
- Synger med på Livets Sang
  - Kor: Malene Mortensen & Trine Dansgaard/Dorte Hyldstrup/Anders Ørsager Hansen